# Dernbacher Fehde
Die Dernbacher Fehde war eine nahezu hundertjährige, von etwa 1230 bis 1333 andauernde Auseinandersetzung zwischen dem Haus Nassau, dem örtlichen Adel und den Landgrafen von Hessen.
Die Fehde entbrannte vor allem um Besitzrechte an der Herborner Mark. Sie wurde überlagert von dem Streit des Erzbistums Mainz mit den Landgrafen von Hessen. Mainz wollte nach dem Tod Heinrich Raspes, des letzten Landgrafen von Thüringen aus dem Hause der Ludowinger, im Jahre 1247 dessen hessische Besitzungen und Lehen als heimgefallene Reichslehen des Erzbistums Mainz einziehen. Dagegen setzte sich Herzogin Sophie von Brabant, Tochter der Heiligen Elisabeth von Thüringen, heftig zur Wehr, um zumindest das hessische Erbe für ihren unmündigen Sohn Heinrich von Brabant (später Landgraf Heinrich I.) zu sichern. Von da an schwelte der Konflikt mit wechselnden Ergebnissen. Die Grafen von Nassau und der örtliche Adel nutzten diese Gelegenheiten, um ihre eigenen Interessen zu verfolgen.
Benannt wurde die Fehde nach dem Rittergeschlecht der Herren von Dernbach, einer mächtigen Ganerbschaft mit nahezu hoheitlichen Rechten in der Herborner Mark. Sie fungierten praktisch als Interessenvertreter (Untervogte) der Landgrafen in der Herborner Mark. Die Ganerben trugen, neben den Herren von Bicken, die Hauptlast. Sie waren den Nassauern bei ihrem Bestreben um die Territorialherrschaft in diesem Raum im Wege. Parallel dazu führte Heinrich II., „der Reiche“, von Nassau auch eine Fehde gegen Ritter aus Wilnsdorf im Siegerland, die sich bald mit den Dernbachern verbündeten.

## Die Fehde
In der Mitte des 12. Jahrhunderts dehnte das aufstrebende Haus Nassau seine Besitzungen zielstrebig aus. Die Landgrafen von Thüringen hatten das von den Gisonen geerbte Reichslehen über die Mark Herborn 1231 an die Grafen von Nassau weiterverlehnt (Afterlehen), wohl auf Druck des Kaisers. Bereits 1230 wird von heftigen Fehden und Händeln zwischen dem ansässigen Adel (Herren von Dernbach und von Bicken) und den Nassauern berichtet. Unter Graf Heinrich II., der 1251 starb, war die Fehde in vollem Gange. Grund waren die Bestrebungen der Nassauer, die Rechte des örtlichen Adels, besonders die der Herren von Dernbach (u. a. Bergrecht, Wildbann, Zollrecht) und Besitzungen (Wald und Erzgruben im Schelderwald) zu beschneiden bzw. wegzunehmen. Die Landgrafen von Thüringen und später von Hessen unterstützten den Adel massiv. Über die einzelnen Kampfhandlungen ist wenig bekannt. Vermutlich liefen sie aber nach dem üblichen Muster der Fehden ab, mit „Nahme“ und „Brand“, d. h. Plünderung und Verheerung gegnerischer Besitzungen.
Zu Beginn der Fehde sollen die Nassauer einer Überlieferung zufolge eine Burg der Dernbacher an der Stelle der heutigen Kirche in Burg, einem heutigen Stadtteil von Herborn, und die kleine hessische Burg Lixfeld zerstört haben. Allerdings lässt sich dies nicht belegen. Im Zusammenhang mit der Fehde sollen auch der Bau der ersten nassauischen Burg bei Dillenburg und der Herborner Burg stehen.
Als 1255 die Grafschaft Nassau unter Heinrichs II. Söhnen Walram II. und Otto I. geteilt wurde, fand die Dernbacher Fehde in der zugehörigen Urkunde ihre erste Erwähnung. Auch aus der Zeit von Heinrich III. von Nassau-Dillenburg (1270–1343) gibt es Berichte über eine sporadische Fortführung der Kämpfe. In dieser Zeit müssen die Dernbacher Unterstützung von den benachbarten Herren von Bicken und von Bicken zu Hainchen bekommen haben.
Bereits um 1250 wurden auch die Landgrafen von Hessen, die bezüglich der Herborner Mark Lehnsherren der Nassauer waren, in die Fehde verwickelt, wohl im Zusammenhang mit dem Thüringisch-hessischen Erbfolgekrieg. Landgraf Heinrich I. ließ bei Eisemroth um 1307/8 die Burg Eisemroth gegen die Nassauer errichten. Am 9. November 1309 verkauften die Dernbacher ihre Stammburg, die kleine Wasserburg Alt-Dernbach, an den Landgrafen Otto I. und empfingen sie als Lehen zurück, vermutlich weil ihre Finanzen durch die Fehde stark angegriffen waren. Otto verpflichtete sich, die Burg weiter auszubauen, eine Stadt in ihrem Schutz anzulegen und sie auf keinen Fall in den Besitz der Nassauer fallen zu lassen. Offenbar führte dieses Geschäft dazu, dass die Dernbacher sich wieder stärker gegen Nassau behaupten konnten.

## Der Vergleich von 1312
Auf den 26. Juni 1312 datiert eine Urkunde, in der Landgraf Otto I. einen Vergleich mit Graf Heinrich III. von Nassau und dessen Brüdern Emich und Johann schloss. Der Vergleich war durch Vermittlung des Bischofs Ludwig II. von Münster (Bruder des Landgrafen Otto), der Grafen Engelbert II. von der Mark und Werner III. von Wittgenstein und des königlichen Landvogts Eberhard III. von Breuberg zustande gekommen. Beide Seiten verpflichteten sich, in Zukunft keine Burgen mehr gegeneinander zu bauen, und die Nassauer konzedierten, dass sie die Herren von Dernbach und Wilnsdorf in ihren Rechten, die sie zur Zeit des Grafen Otto von Nassau besessen hatten, nicht einschränken durften.
Danach scheint die Fehde etwas abgekühlt zu sein, denn bis 1325 kauften die Nassauer den Dernbachern, denen von Bicken und denen von Bicken zu Hainchen einige ihrer Besitzungen ab und erhielten dadurch vor allem im Gericht Ebersbach eine stabile Machtbasis. So verkaufte Ludwig von Hachenburg, einer der Dernbacher Ganerben, 1313 sein Sechstel an Herborn und der Herborner Mark an Heinrich III. und wurde dafür Nassauer Burgmann in Dillenburg mit einer jährlichen Getreiderente. Im Mai 1313 kaufte Heinrich III. von den Brüdern Friedrich und Gottfried vom Hain deren Burg Hainchen, und im Mai 1314 erwarb er von dem auf der Burg Wolfersdorf residierenden Eckhard von Helfenberg († um 1326) die Vogtei Eibelshausen. Im Februar 1323 verkaufte Heidenrich von Dernbach dem Grafen Heinrich III. Leibeigene zu Simmersbach. Im Mai 1325 schließlich verkauften ihm die Brüder Philipp, Johann und Konrad von Bicken ihren Anteil am Gericht Ewersbach.

## Wiederaufnahme und Höhepunkt
Schon bald darauf, noch 1325, muss die Fehde erneut mit großer Härte ausgebrochen sein. Unter anderem soll in dieser Zeit die Nassauer hölzerne Burg-Dillenburg niedergebrannt worden sein. Vermutlich im gleichen Jahr zerstörte Heinrich III. von Nassau-Dillenburg die Burg Alt-Dernbach, den Stammsitz der Dernbacher. Die nach 1324 erbaute landgräfliche Burg Wallenfels wurde von Nassau zwar erobert, aber offenbar nicht zerstört und kam 1334 dauerhaft als hessisches Lehen in Nassauer Besitz, musste aber dem Landgrafen „offen“ gehalten werden. Als weiteres Glied in der Burgenkette Eisemroth und Wallenfels im umkämpften Gebiet erbaute Hessen 1326 die neue Burg Hessenwalt nahe dem heutigen Ort Roth, die strategisch günstig zu den verbliebenen Besitzungen der Herren von Bicken lag und zugleich den Breidenbacher Grund schützte. Aber auch sie wurde schon 1327/28 von den Nassauern wieder zerstört.

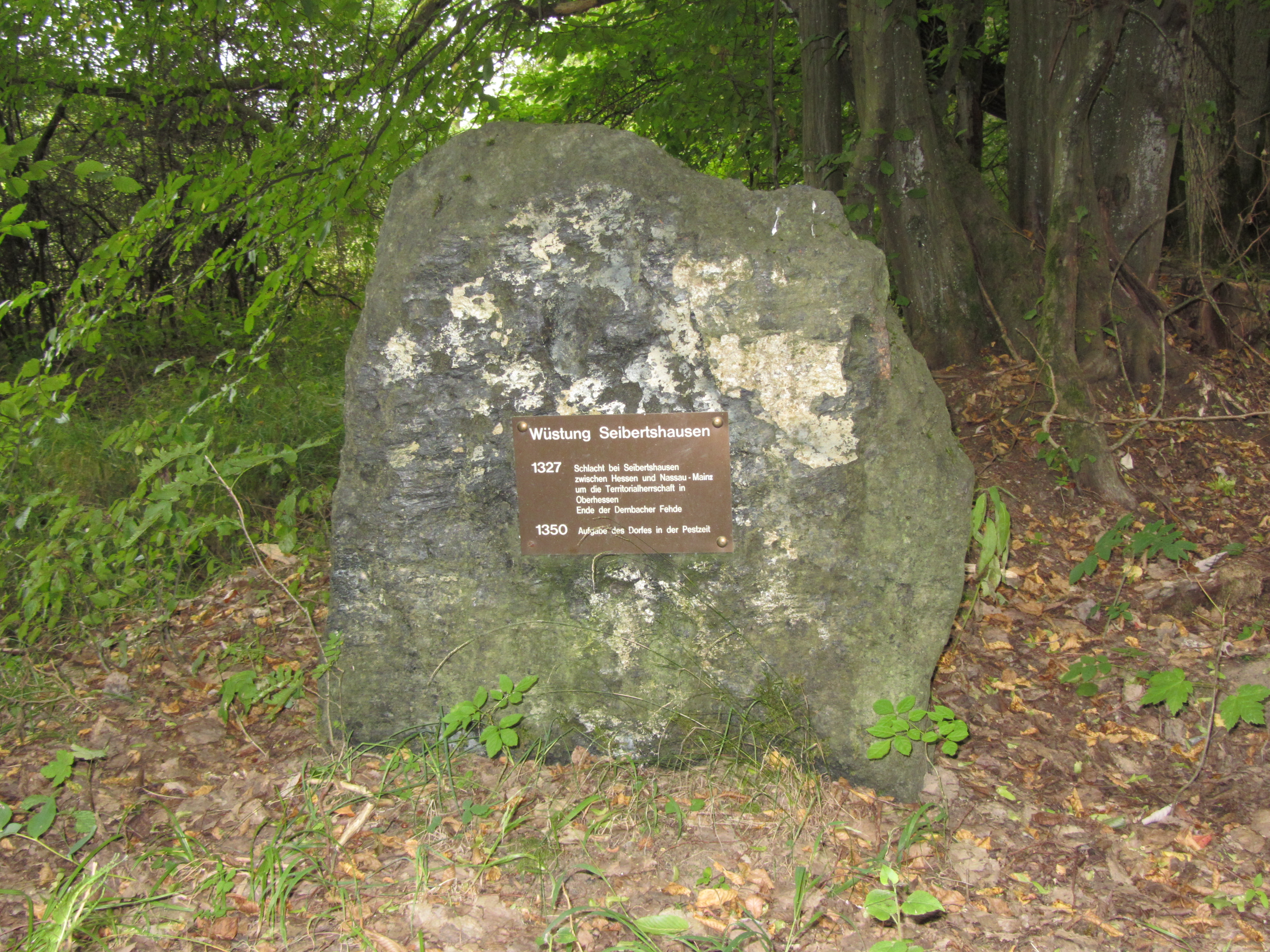
Auf dem Gedenkstein der Wüstung Seibertshausen wird die Schlacht von 1327 erwähnt

Eine der größeren Schlachten fand 1327 bei Seibertshausen statt, die Hessen verlor, jedoch gewann Landgraf Heinrich II. von Hessen 1328 die große und entscheidende Feldschlacht bei Wetzlar, in der der mainzisch-nassauische Feldhauptmann Johann von Nassau, Bruder Heinrichs III. von Nassau-Dillenburg, fiel. Im gleichen Jahr verstarb auch der Erzbischof Matthias von Mainz, der Hauptgegner des Landgrafen.

## Ende der Fehden

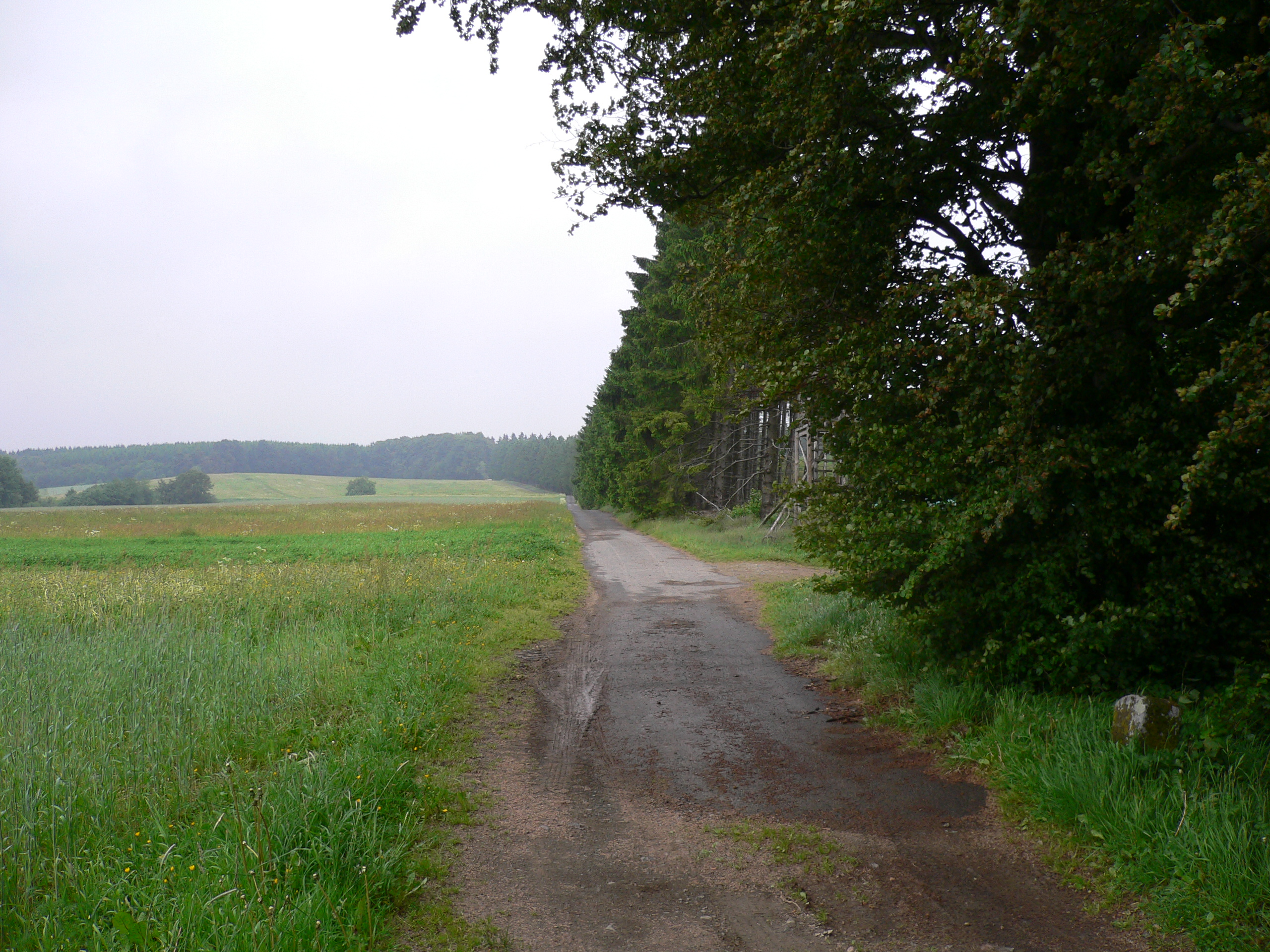
Ehem. Grenze, seit 1352 zwischen Nassau (links) u. Hessen (rechts), bis heute Kreisgrenze (Lahn-Dill-Kreis/Ldkrs. Marburg-Biedenkopf) u. Gemeindegrenze zwischen Siegbach-Wallenfels u. Bad Endbach-Schlierbach (rechts), Grenze verläuft am Waldrand, rechts am Bildrand alter Grenzstein

Mit dem Verlust der Burg Dernbach 1325 war für das dortige Rittergeschlecht die Fehde verloren. Am 21. Mai 1333 schloss es einen Vertrag mit Heinrich III. von Nassau-Dillenburg, in dem es ihm für den damals stolzen Preis von 4000 Mark Pfennige sämtliche Rechte, einschließlich Fischerei und Wildbann, in der Stadt, in der Mark Herborn, im Schelderwald und der Hörre sowie weitere Rechte in kleineren Ansiedlungen und alle ihre Leibeigenen in des Grafen Gebiet verkauften. Die Dernbacher behielten lediglich die kirchlichen Patronatsrechte und 13 Höfe in der Herborner Mark (in den Orten Dernbach, Stippach, Bicken, Merkenbach, Offenbach und Monzenbach). Am 30. Juli 1334 wurde noch einmal ein Vertrag zwischen Nassauern und Dernbachern geschlossen, in dem Rechtsfragen aus dem ersten Friedensvertrag geklärt wurden.
Am 21. Mai 1336 kam auf Vermittlung des Grafen Siegfried von Wittgenstein auch ein Vertrag zwischen den Herren von Bicken und dem Haus Nassau zustande, in dem die Herren von Bicken ihre Burg Hainchen mit dem Großteil des zugehörigen Besitzes (ausgenommen ihre Höfe und Gülten in Bicken und Herbornselbach und den Patronatsrechten dort) für 800 Mark an Graf Heinrich von Nassau verkauften. Das Gericht Ebersbach sollten sie, nachdem Graf Heinrich bewiesen habe, dass er die Lehnshoheit darüber von den Herren von Molsberg gekauft habe, von den Grafen von Nassau zu Lehen nehmen.
Die Herren von Dernbach bauten mit Hilfe der Herren von Bicken zu Hainchen und mit Unterstützung des Landgrafen vor 1350 die Burg Neu-Dernbach nördlich von Wommelshausen im hessischen Amt Blankenstein (Gladenbach). 1352 wurden in diesem Raum die Grenzen zwischen Hessen und Nassau festgelegt. Ganz endeten danach die Fehden und Überfälle noch nicht; so überfiel Nassau 1366 die Ortschaft Lohra, plünderte das Dorf und verschleppte Einwohner. Hessen begegnete dem mit dem Bau der Außenheege (siehe Mittelhessische Landheegen), die bis heute als Kreisgrenze Bestand hat. 
Am 21. April 1486 verkaufte ein Heidenrich von Dernbach für einen geringen Preis seine verbliebenen Leibeigenen im Nassauer Gebiet an die dortigen Grafen. Damit war die Dernbacher Herrschaft endgültig an die Nassauer übergegangen.